# Lance Creek (Wyoming)
|  | Dieser Artikel wurde aufgrund von inhaltlichen Mängeln auf der Qualitätssicherungsseite des Projektes USA eingetragen. Hilf mit, die Qualität dieses Artikels auf ein akzeptables Niveau zu bringen, und beteilige dich an der Diskussion! Eine nähere Beschreibung der zu behebenden Mängel fehlt. |

Lance Creek ist ein Census-designated place im Niobrara County im Osten des US-Bundesstaates Wyoming. Das U.S. Census Bureau hatte bei der Volkszählung 2020 eine Einwohnerzahl von 43 ermittelt.
Lance Creek ist Namensgeber der Lance-Formation, einer für Dinosaurierfossilien wie Tyrannosaurus und Triceratops berühmten Gesteinsformation.